# SRWare Iron
SRWare Iron - ou simplesmente Iron - é um navegador de código fechado feito com base no Chromium, projeto de software livre criado pela Google, com o objetivo básico de eliminar o rastreamento e certas características que comprometem a privacidade devido a espionagem presente no navegador da Google.
O Iron também implementa certas características adicionais que o distinguem do Google Chrome, assim como da última versão do motor de renderização WebKit e um bloqueador de anúncios integrado.

## Desenvolvimento
O lançamento inicial do SRWare Iron foi em 18 de setembro de 2008, 16 dias após o lançamento da versão inicial do Google Chrome. De acordo com os desenvolvedores do Iron, o código do Chromium foi extensivamente modificado de forma a remover qualquer funcionalidade e dispositivo relacionado a rastreamento.
Mais versões do Iron foram lançadas desde então, recebendo as características subjacentes do código-base do Chromium, incluindo suporte a temas, um agente de usuário, um sistema de extensões e um suporte melhorado para o Linux.
Em 7 de janeiro de 2010, uma versão inicial para o sistema operacional Mac OS X foi lançada.

## Diferenças em relação ao Google Chrome
As seguintes características do Google Chrome foram removidas ou desabilitadas no Iron:
- Identificador RLZ, uma sequência codificada enviada juntamente com todas as consultas do Google [6] ou uma vez a cada 24 horas;
- Não acessa o Google search no início para usuários tendo o Google como padrão;[7][6]
- Uma identificação única ("clientID") para o usuário nos registros;
- Uma marca temporal de quando o navegador foi instalado;
- Páginas de erro ou de servidor não encontrado não estão baseadas no Google;
- Instalação automática do Google Updater;
- Obtenção prévia de DNS (em função da possibilidade de isso talvez ser usado por spammers[8]);
- Barra de endereços automática, com sugestões de busca;
- Sistema de rastreamento de bugs, envia informações sobre falhas ou erros.

O Iron também oferece uma versão portátil.

## Críticas
De acordo com o website lifehacker, o SRWare Iron não oferece muito mais do que você pode obter configurando as preferências de privacidade do Google Chrome. O website não o recomenda. De acordo com outros, o navegador é scamware ou scareware, uma vez que os desenvolvedores citam problemas não existentes no Chrome para afirmar que o Iron os resolve.
Ainda, a página oficial afirma que o software é de código aberto, mas o código fonte não é disponibilizado há anos. De acordo com desenvolvedores, "o SRWare Iron é inteiramente código fechado e tem sido assim pelo menos desde a versão 6".